# Крістіан Швеглер
Крістіан Швеглер (нім. Christian Schwegler, нар. 6 червня 1984, Еттісіль, Швейцарія) — швейцарський футболіст, захисник австрійського клубу «Ред Булл».
Насамперед відомий виступами за клуби «Люцерн» та «Янг Бойз», а також за молодіжну збірну Швейцарії.

## Клубна кар'єра
У дорослому футболі дебютував у 2003 році виступами за команду клубу «Люцерн», в якій провів два сезони, взявши участь у 99 матчах чемпіонату. Більшість часу, проведеного у складі «Люцерна», був основним гравцем захисту команди.
Впродовж 2005 року виступав у Німеччині, де захищав кольори команди клубу «Армінія» (Білефельд).
Своєю грою за останню команду привернув увагу представників тренерського штабу клубу «Янг Бойз», до складу якого приєднався у 2006 році. Відіграв за бернську команду наступні три сезони своєї ігрової кар'єри. Граючи у складі «Янг Бойз» також здебільшого виходив на поле в основному складі команди.
До складу клубу «Ред Булл» приєднався у 2009 році. Наразі встиг відіграти за команду з Зальцбурга 58 матчів в національному чемпіонаті.

## Виступи за збірну
Протягом 2003–2006 років залучався до складу молодіжної збірної Швейцарії. На молодіжному рівні зіграв у 6 офіційних матчах.

## Досягнення
- Чемпіон Австрії (6):

«Ред Булл»: 2009-10, 2011-12, 2013-14, 2014-15, 2015-16, 2016-17
- Володар Кубка Австрії (5):

«Ред Булл»: 2011-12, 2013-14, 2014-15, 2015-16, 2016-17
- Володар Кубка Швейцарії (1):

«Люцерн»: 2020-21